# ريتشارد برودور
ريتشارد برودور هو لاعب هوكي جليد كندي، ولد في 15 سبتمبر 1952 في لونغوي في كندا.

## وصلات خارجية
- ريتشارد برودور على موقع دوري الهوكي الوطني (الإنجليزية)
- ريتشارد برودور على موقع قاعة مشاهير الهوكي (لاعب أن.إتش.أل) (الإنجليزية)
- ريتشارد برودور على موقع EliteProspects.com (الإنجليزية)
- ريتشارد برودور على موقع HockeyDB.com (الإنجليزية)
- ريتشارد برودور على موقع Hockey-Reference.com (الإنجليزية)